# Будний Василь Володимирович
Василь Володимирович Будний (6 грудня 1954, м. Львів, Україна) — український літературознавець, педагог. Кандидат філологічних наук, доцент кафедри теорії літератури та порівняльного літературознавства Львівського національного університету імені Івана Франка.

## Біографія
- У 1977 році закінчив Львівський державний університет імені Івана Франка.
- У 1997 році захистив дисертацію на тему «Літературно-критичний естетизм доби українського модерну» за спеціальністю «10.01.01 — українська література».
- Від 2002 року — доцент кафедри теорії літератури та порівняльного літературознавства Львівського національного університету імені Івана Франка.
- Працював на посаді заступника декана філологічного факультету з наукової роботи, нині — директор Інституту франкознавства ЛНУ ім. І. Франка.

## Наукова і педагогічна діяльність
- Займається дослідженням у галузі теорії й історії літератури і критики, літературної компаративістики, франкознавства.
- Читає курси «Вступ до літературознавства» і «Порівняльне літературознавство», а також спеціальні курси «Теорія літератури та порівняльне літературознавство: методика наукового дослідження» і «Літературно-критична думка раннього українського модерну (кінець XIX — початок ХХ століть)» на філологічному факультеті ЛНУ ім. І. Франка.
- Під керівництвом Василя Будного написана і захищена у 2009 році кандидатська дисертація Зоряни Лещишин, тепер — асистента кафедри теорії літератури та порівняльного літературознавства ЛНУ ім. І. Франка. Тема дисертації — «Внутрішній монолог як форма літературного викладу» (спеціальність 10.01.06 — теорія літератури).

## Літературознавчі праці

### Окремі видання
- Будний В., Ільницький М. Порівняльне літературознавство: Підручник. — Київ: Видавничий дім «Києво-Могилянська академія», 2008. — 430 с.

- Ільницький М., Будний В. Порівняльне літературознавство: Навчальний посібник: У 2 ч. — Львів: Видавничий центр Львівського національного університету імені Івана Франка, 2007. — Частина І: Лекційний курс. — 280 с.; Частина ІІ: Практичні заняття. — 144 с.

### Статті
- Будний В. Феномен українського формалізму: аспекти і контексти // Формалізм: Збірник статей / Упорядники Олена Галета, Зоряна Рибчинська (Центр гуманітарних досліджень Львівського національного університету ім. Івана Франка). — Львів: Літопис, 2004. — С. 49-56. — («Соло триває… нові голоси». — Вип. 1).[недоступне посилання з червня 2019]
- Будний В. Типологія літературно-критичної інтерпретації: проблематизація понять і підходів // Вісник Львівського університету. Серія філологічна. — Випуск 33: Теорія літератури та порівняльне літературознавство. — Львів, 2004. — С. 153–159.[недоступне посилання з червня 2019]
- Будний В. «Між ідеєю і формою» (Імпресіоністична критика доби українського модерну) // Вісник Львівського університету. Серія філологічна. — Випуск 35: Літературознавство. — Львів, 2004. — С. 94-106.[недоступне посилання з червня 2019]
- Будний В. Між дисциплінами: розширення контекстів літературознавчої галузі чи зміна статусу? // Вісник Львівського університету. Серія філологічна. — Випуск 44. — Частина 1. — Львів, 2008. — С. 22-31.[недоступне посилання з червня 2019]
- Будний В. Поліфонія критичного слова // Микола Ільницький: Біобібліографічний покажчик / Уклад.: Л. Ільницька; Наук. ред. і авт. передм. В. Будний. — Львів: Видавн. центр ЛНУ ім. Івана Франка, 2004. — С. 5-25. — (Українська біобібліографія. Нова серія. Ч. 16).[недоступне посилання з травня 2019]